# Barrage de Beauregard
Pour les articles homonymes, voir Beauregard.
 (novembre 2020).
Le barrage de Beauregard est un barrage hydroélectrique sur la Doire de Valgrisenche, dans le haut Valgrisenche, en Vallée d'Aoste, formant le lac du même nom. 

## Histoire

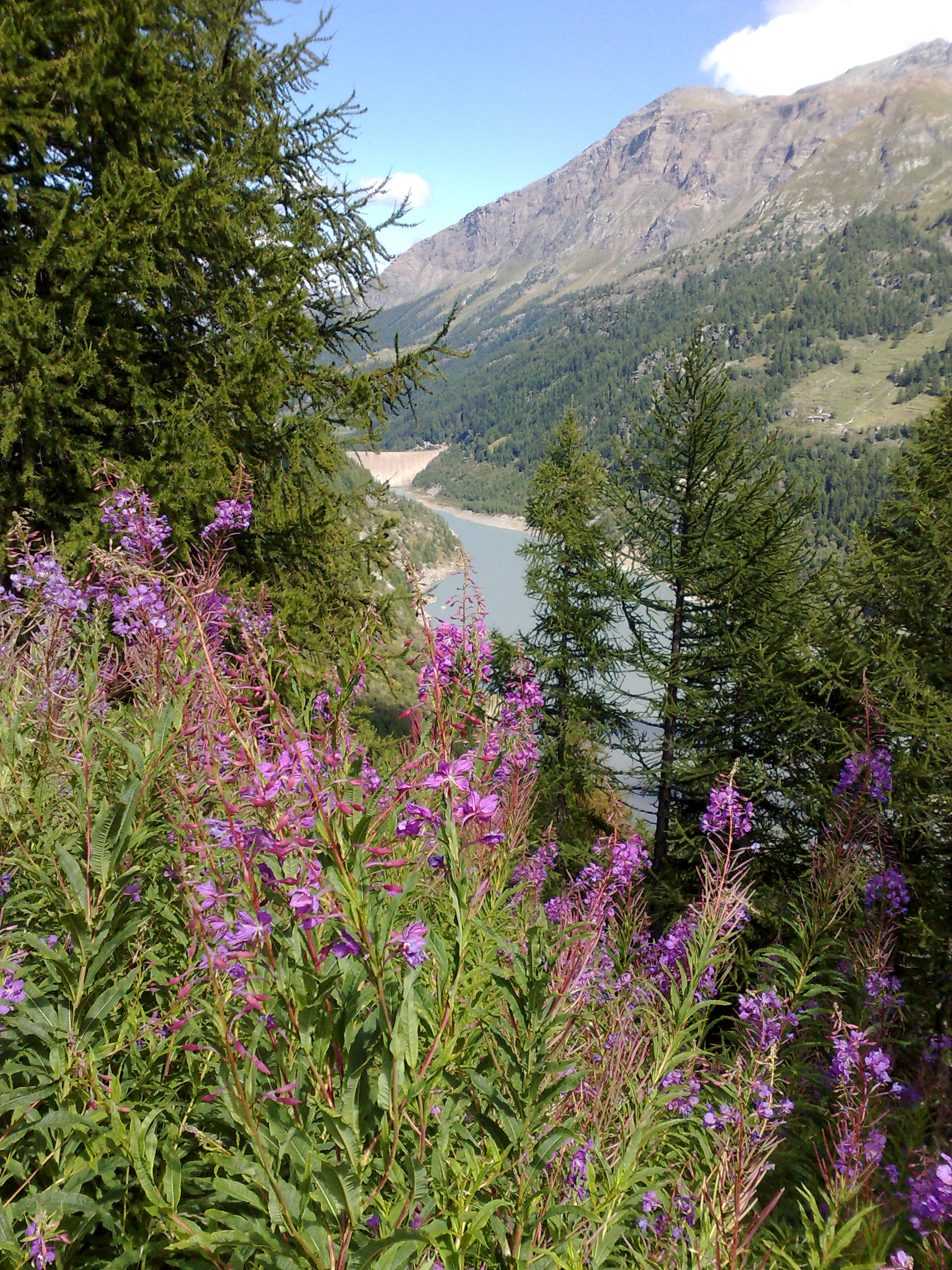
Lac et barrage de Beauregard en 2008.

Lors de sa construction, entre 1951 et 1954, déjà, plusieurs études avaient identifié la présence de matériaux anormaux dans les couches morainiques et alluviales. Le rapport final, de 1954, indiquait cependant que l'ouvrage avait pu être mené à bien grâce aux travaux de consolidation et d'étanchéité effectués sur l'épaule gauche du barrage.
En 1957, cinq hameaux sont submergés définitivement : Beauregard (d'où le barrage tire son nom), Sevey, Suplun, Fornet, Chappuis, Usellières et Surier.
En 1959, lorsque le niveau maximum est atteint, à 1 770 m d'altitude, on détecte un mouvement de quelques centimètres sur l'épaule gauche du barrage qui génère des déformations et des dégâts dans le mur du barrage. En conséquence, entre 1964 et 1969, l'altitude maximum est abaissée à 1 730 m, puis à 1 710 m.
Au début des années 2000, des études sont entreprises afin de sécuriser l'ouvrage et de permettre une remise en eau optimum. Afin de protéger la population en aval, en 2004, l'altitude maximale est encore abaissé à 1 702 m. En 2006, une étude de faisabilité pour la mise en sécurité de l'ouvrage est présentée.

## Sources
- (fr) Site de la région autonome Vallée d'Aoste
- (it) Diga di Beauregard, Idroelettrica, consulté le 24 août 2008
- (it) Sergio Ballatore, Diga di Beauregard - Interventi di messa in sicurezza delle opere e dei luoghi con salvaguardis dell'invaso, CVE S.A., consulté le 24 août 2008